# Brevipalpus tepicbutilonae
Brevipalpus tepicbutilonae är en spindeldjursart som beskrevs av Baker och James P. Tuttle 1987. Brevipalpus tepicbutilonae ingår i släktet Brevipalpus och familjen Tenuipalpidae. Inga underarter finns listade.